# José Rodrigues da Silva
José Rodrigues da Silva (1911 - 1968) foi um médico infectologista brasileiro nascido em Miraporanga, Minas Gerais.
Graduou-se pela Faculdade Nacional de Medicina da Universidade do Brasil (hoje URFJ) em 1942. Sete anos depois, adquiriu o título de livre-docente em Clínica Médica com a tese “Estudo Clínico da Esquistossomose mansoni”. Nesse importante trabalho descreveu um plano de um programa de controle para solução de problemas de natureza médica social, com vista à interrupção da transmissão da doença.
Foi chefe do setor de Gastroenterologia do Hospital dos Servidores do Estado e presidente da Sociedade Brasileira de Medicina Tropical. Liderou a cátedra de Doenças Infecciosas da Universidade do Brasil, situada no Pavilhão Carlos Chagas, até sua morte, em 1968. Foi então substituído pelo colega José Rodrigues Coura.
De abril de 1947 a maio de 1968 teve intensa vida profissional voltada à educação médica e à pesquisa na área de Medicina Tropical, tendo publicado mais de 150 trabalhos, entre artigos científicos, capítulos de livros e ainda publicou quatro teses. Como homenagem póstuma, a Hoechst do Brasil, Química e Farmacêutica S/A, a partir de 1969, instituiu um prêmio com seu nome, para premiação de pesquisas na área de Doenças Infecciosas.
Há um pavilhão com seu nome na FIOCRUZ, em instalações pertencentes ao Instituto Nacional de Infectologia Evandro Chagas.